# Wegneria
Wegneria is een geslacht van vlinders van de familie echte motten (Tineidae), uit de onderfamilie Hieroxestinae.

## Soorten
- W. acervalis (Meyrick, 1914)
- W. astragalodes (Meyrick, 1922)
- W. cavernicola Diakonoff, 1951
- W. cerodelta (Meyrick, 1911)
- W. chrysophthalma (Meyrick, 1934)
- W. encharacta (Meyrick, 1915)
- W. impotens (Meyrick, 1915)
- W. oxydesma (Meyrick, 1918)
- W. panchalcella (Staudinger, 1871)
- W. plasturga (Meyrick, 1911)
- W. scaeozona (Meyrick, 1920)
- W. speciosa (Meyrick, 1914)
- W. sphaerotoma (Meyrick, 1911)
- W. subtilis (Diakonoff, 1955)
- W. villiersi (Viette, 1955)